# Chauffage électrique
Un chauffage électrique est un appareil destiné à la production de chaleur par l'électricité (électrothermie). Il peut équiper tout type de logement et être utilisé aussi bien en tant que chauffage principal qu'en complément d'un chauffage préexistant.
Le chauffage électrique, aisé à réguler, comportait traditionnellement un thermostat pour chaque appareil. Les systèmes électroniques « fil pilote » permettent depuis de centraliser le pilotage, tout en préservant la possibilité de choisir une température différente pour chaque radiateur contrôlé.

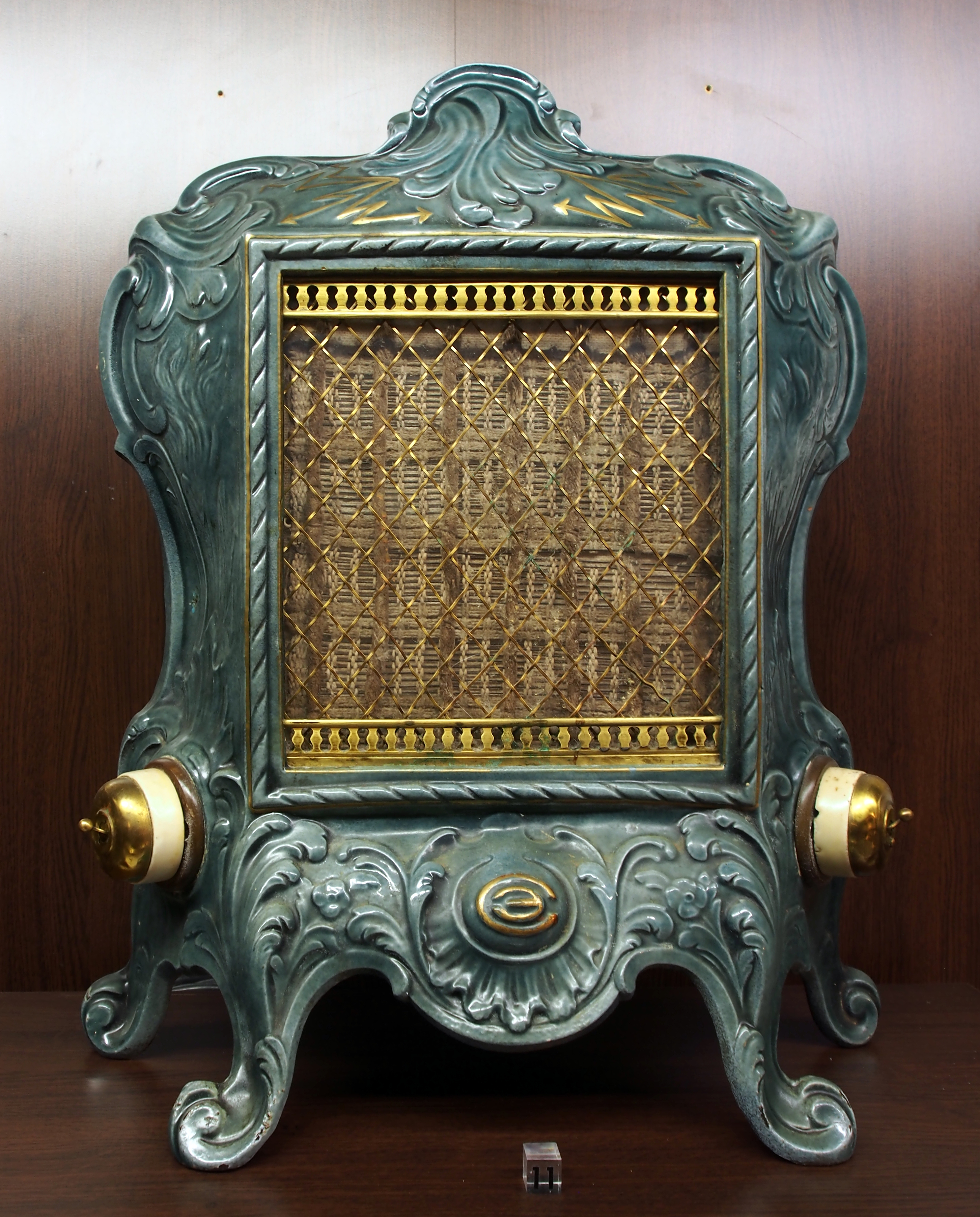
Radiateur électrique (musée EDF).

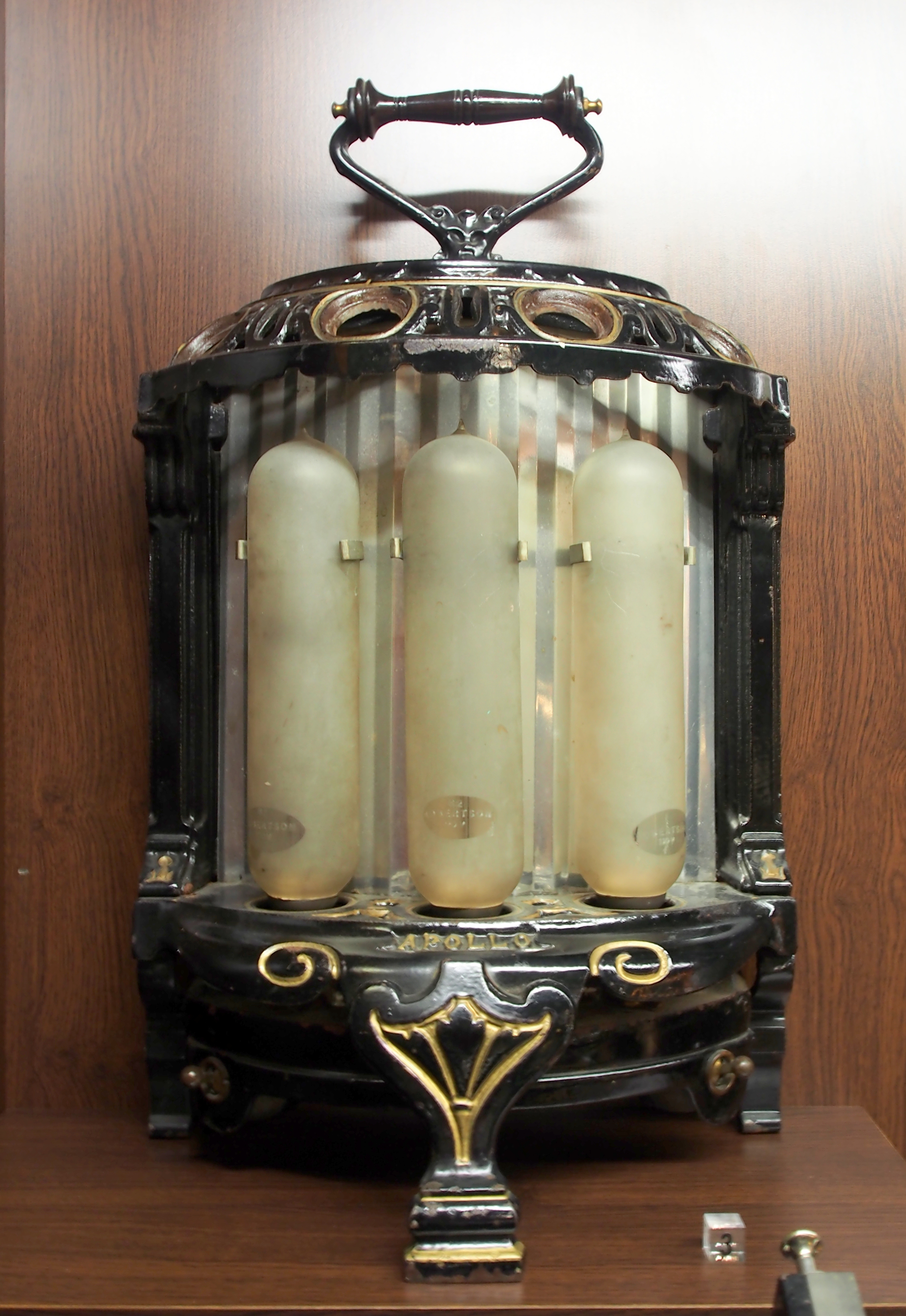
Radiateur électrique (musée EDF).

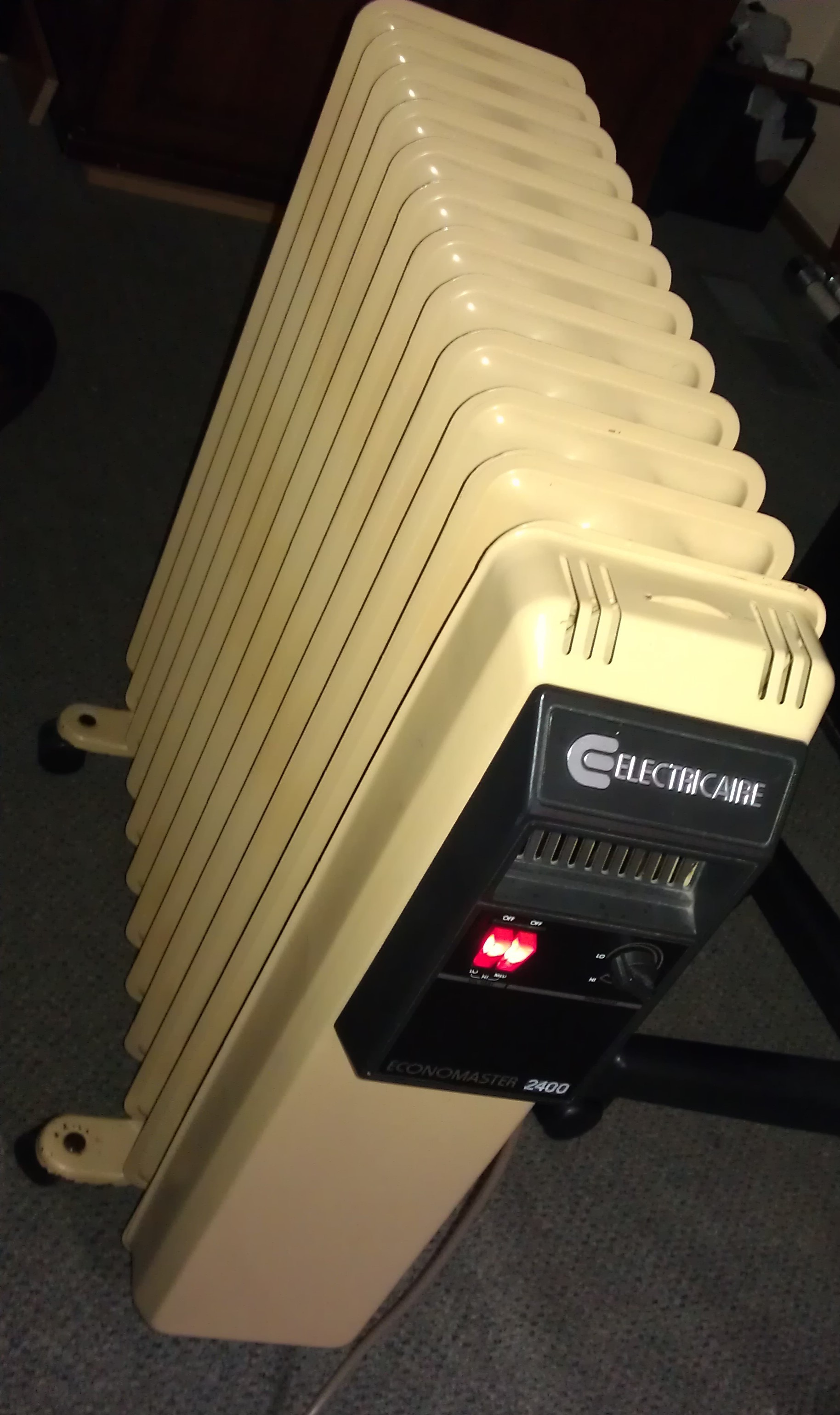
Radiateur à bain d'huile.

## Techniques et aspects
Tous les radiateurs électriques utilisent une résistance électrique qui produit la chaleur par effet Joule, comme dans le fer à repasser, la bouilloire, le grille-pain, le chauffe-eau, la couverture chauffante, etc.
Un radiateur électrique transforme 100 % de l'énergie électrique en énergie thermique, mais son efficacité dépend aussi de la technologie employée.
Le convecteurC'est un appareil caissonné dont la hauteur de la colonne d'air interne chauffé (par une simple résistance économique) provoque par convection naturelle le mouvement d'air nécessaire à la diffusion de la chaleur produite ainsi qu'au renouvellement de la colonne d'air par « effet siphon » et à l'aspiration de la couche la plus fraîche proche du sol. Son faible rendement est lié aux stratification thermique de l'air, un fort gradient vertical (écart de température), les calories se sur-dispersant vers les plafonds, en atteignant fort mal leurs objectifs de réchauffer l'air de la pièce. Le mauvais rendement se double d'effets très pervers de stratification hygrométrique très inconfortable et d'un très mauvais usage de l'inertie thermique du volume chauffé (accumulations thermiques dans toutes les masses, y compris le sol et le mur).
Le radiateur radiantAppelé aussi radiateur rayonnant ou infrarouge projettent les calories principalement par ondes électromagnétiques, les répartissant dans les directions privilégiées choisies. Ces ondes rencontrant les obstacles qui accueillent alors les calories, les rendent ensuite à l'atmosphère (par réflexion et par absorption).
Le chauffage par accumulationIl est intéressant dans les pays disposant d'un tarif « heures creuses », les techniques d'accumulation permettent de concentrer ses consommations en heures creuses du réseau électrique (tarifs plus avantageux) et donc de ne pas surcharger le réseau pour les utilisations classiques pendant le reste du temps.

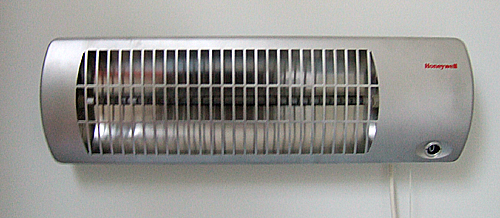
Chauffage infrarouge rayonnant.

Chauffage infrarougeLa directivité des rayons lumineux permet une bonne efficacité de chauffage, mais sur une distance réduite, ce qui justifie son utilisation, entre autres, dans les salles d'eau.
La technique de pompe à chaleurElle est caractérisée par le climatiseur réversible et permet d’améliorer le rendement dans des rapports de trois à cinq par rapport au chauffage électrique traditionnel, voire plus avec la géothermie.

### Consommation électrique
Les gouvernements français successifs ont favorisé massivement l'équipement des logements en chauffage électrique, à l'opposé de ce qui est préconisé en Suède ou au Danemark. En effet, lorsque l'électricité est produite avec du nucléaire alors le chauffage électrique émet très peu de CO2, c'est notamment le cas en France, où environ 67 % de l'électricité est d'origine nucléaire en 2020. Un logement chauffé à l’électricité émet 3,5 fois moins de CO2 qu’un logement chauffé au fioul pour une surface équivalente.
Selon Jean-Baptiste Lebrun, directeur du Réseau pour la transition énergétique (CLER) « Le chauffage électrique [a un] rendement global [...] très médiocre surtout quand il est produit à partir d’une source de chaleur comme les centrales thermiques ou nucléaires aujourd’hui (rendement de la production électrique d'environ 30 % seulement), c’est-à-dire qu’il est à peu près trois fois plus efficace d’utiliser directement la chaleur disponible pour se chauffer plutôt que de la transformer en électricité et d’utiliser un chauffage électrique ». « Deuxièmement, le chauffage électrique est la principale cause du problème de la pointe hivernale. Les jours de grand froid, le système électrique français peut être sollicité trois fois plus qu’en temps normal. Outre les risques d’approvisionnement,..., cela suppose de dimensionner tout le système (réseau, production…) pour répondre à cette pointe saisonnière. Cela a évidemment un coût et l’électricité est aujourd’hui le mode de chauffage le plus cher ».
Néanmoins, la performance énergétique des équipements s’est considérablement améliorée depuis l’époque des radiateurs électriques « grille-pain » des années 1970. Aujourd’hui, les appareils de dernière génération sont programmables, dotés de fonctionnalités intelligentes comme un détecteur de présence ou d’ouverture de fenêtre, pour une consommation d’énergie optimisée. Depuis 2018, les radiateurs électriques sont encadrés par la directive européenne EcoDesign et doivent répondre de performances minimales.
Les pompes à chaleur aussi évoluent et permettent d’atteindre des niveaux de consommations électriques très bas à des coefficients de performance de plus en plus élevés. Ainsi, une PAC peut restituer 4 kWh de chaleur pour 1 kWh électrique consommé, utilisant l’énergie de l’air ou du sol. Les consommations électriques associées à ce mode de chauffage sont divisées par 4.

### Normes chauffages et bâtiments neufs
En 2014, en France, le label NF Électricité Performance classe les appareils de chauffage électrique en quatre catégories: de une à quatre étoiles remplacer le précédent, constitué de trois catégories A, B, C. Le A disparaît, le B correspond à une étoile et le C à deux étoiles. Les anciennes catégories continuent à être utilisées par la profession et par les outils thermiques réglementaires (réglementation thermique, diagnostic de performance énergétique). La catégorie C/deux étoiles correspond au chauffage dit « basse température » ou « chaleur douce ».
L'orientation favorable au chauffage électrique est confirmée par la nouvelle réglementation environnementale pour les bâtiments neufs, dite "RE2020". Si on voit la fin de l’omniprésence des convecteurs électriques qui ont tant marqué la construction depuis les années 1980, toutes les autres solutions électriques restent favorisées, notamment les pompes à chaleur. Cela risque de passer les économies d’énergie et la réduction de la facture des ménages au second plan,.

## Modes

### Radiateur électrique
Les modes de chauffage à l'électricité n'ont cessé d'évoluer pour améliorer l'efficacité de ce type de chauffage et le confort qu'il apporte.

#### Radiateurs à inertie

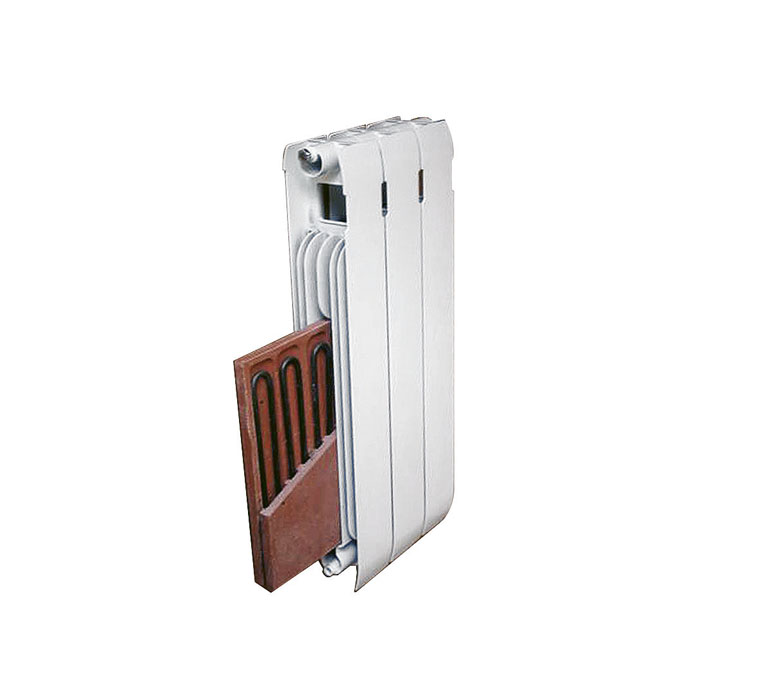
Radiateurs à inertie sèche avec cœur de chauffe en brique réfractaire.

Le radiateur à inertie accumule la chaleur et la restitue ensuite lentement. Il en existe deux types : les radiateurs à « inertie sèche », dont le cœur de chauffe, chauffé par une résistance, est fait d'un matériau réfractaire (brique en céramique, en granit ou en roche volcanique) et les radiateurs à « inertie fluide », dans lesquels circule un fluide caloporteur, également chauffé par une résistance. Les radiateurs à énergies fluides seraient plus rapides à chauffer et à refroidir, mais aussi plus fragiles que les radiateurs à inertie seche. Quel que soit le modèle, le cœur de chauffe accumule la chaleur pour la restituer, par rayonnement, conduction et convection, de manière régulière et homogène. Comme le cœur de chauffe accumule la chaleur, le radiateur à inertie continue de chauffer, même lorsqu'il est éteint. Cela permet d'éviter les variations brutales de température.  
Le radiateur à fluide caloporteur est un radiateur à inertie, basé sur le même principe qu'un radiateur électrique classique mais un fluide caloporteur permet, grâce à sa chaleur massique, de stabiliser la température du radiateur entre deux périodes de chauffe, ce qui améliore le confort et l’efficacité du chauffage.

#### Ventilo-convecteur
Il s'agit du même principe que le convecteur classique, auquel, dans le caisson, un ventilateur est ajouté afin de forcer le flux d'air. Dans certains systèmes, le flux d'air est inversé, le but de cette inversion étant de chauffer en priorité la pièce au niveau du sol afin d'éviter la sensation de « pied froid. » Dans les locaux professionnels, le principe est repris par les rideaux d'air trouvés à l'entrée des magasins, ou encore par les aérothermes, qui sont de gros caissons de ventilation munis d'une résistance puissante, capable de chauffer un grand local. Le principe est repris par les cassettes des systèmes climatisation fixés en hauteur où elles prennent l'air le plus chaud, le refroidissent, puis le soufflent vers le bas et le centre de la pièce où la fraîcheur est nécessaire.

#### Panneau rayonnant
Le panneau rayonnant chauffe, comme son nom l'indique, par émission de rayonnement infrarouge, similaire au principe du soleil ou du feu de camp : le rayonnement est absorbé par les corps, les murs, les meubles, ce sont ces surfaces qui transforment le rayonnement en chaleur.
Il existe plusieurs types de panneaux rayonnants selon les caractéristiques des émetteurs utilisés : IRL (infrarouge long ; basse température), IRM (infrarouge moyen), IRC (infrarouge court). En fonction des utilisations, le type d'infrarouge adapté doit être choisi :
- en logement et tertiaire, des IRL seront utilisés comme les planchers ou les plafonds rayonnants intégrant les émetteurs dans les structures ou des panneaux rayonnants proprement dit qui chauffent par rayonnement et convection ;
- en gros tertiaire et industrie, de l'IRM sera utilisé, généralement sous forme de cassettes rayonnantes ;
- en industrie en chauffage de poste, en process, dans les très grands bâtiments (églises, gymnases, gares) ou en extérieur, de l'IRC sera utilisé sous forme de projecteurs équipés de lampes halogènes spécifiques. Les appareils IRC équipent les fours à peintures, les machines destinées à la fabrication des bouteilles en plastique et trouvent de nombreuses applications en séchage comme en cuisson.

### Chauffages par le sol
Dans le sol de l'habitation, des résistances sont noyées avec une ou plusieurs sondes de température, le tout étant branché sur un boîtier de régulation. La température du sol ne doit pas excéder 28 °C afin d'éviter le phénomène de jambes lourdes. Ce n'est ni plus ni moins que l'application électrique des chaudières à circulation d'eau chaude. Elles présentent tout de même un intérêt en cas de couplage biénergie. Cette application présente l'avantage d'être réversible et permet un changement d'énergie à moyen terme, pour aller vers une énergie renouvelable et faiblement émettrice en CO2, de type bois ou solaire. Les planchers radiants, eux, interdisent tout changement à faible coût du fait de l'inexistence d'un réseau hydraulique. Il existe également un système de chauffage par le sol qui fonctionne en 24 V et qui ne demande aucun entretien tout au long de sa vie. C'est une trame chauffante à base de polymère de carbone qui possède un système unique d'autorégulation à base de nanotechnologie permettant des économies d'énergie importantes.

### Pompe à chaleur
Un autre type de chauffage électrique est le système dit de pompe à chaleur dont un exemple est le climatiseur réversible, qui permet de générer de la chaleur avec un bien meilleur rendement qu'aucun autre chauffage électrique surtout dans les zones tempérées. Ce système peut prendre comme source l'air ambiant extérieur mais aussi utiliser la chaleur du sol à l'aide d'un puits canadien ou de la géothermie plus ou moins profonde. Les climatiseurs réversibles tendent à supplanter les radiateurs électriques du fait de leur COP plus avantageux et des économies qu'ils génèrent.

## Pilotage

### Fil pilote

Signaux envoyés par le fil pilote.

Un fil pilote est, par métonymie, un dispositif permettant de contrôler les installations de chauffage par envoi d'un signal par un fil, dit « fil pilote ». Il peut être de deux types :
- à quatre ordres : confort, éco, hors-gel et arrêt ;
- à six ordres GIFAM : confort, éco, hors-gel, arrêt, confort −1 °C et confort −2 °C[18].

| Confort            | X | X | Température normale d'utilisation         |
| Éco (nuit −3,5 °C) | X | X | Abaissement de la température de 3 à 4 °C |
| Hors-gel           | X | X | Température maintenue à 7 ou 8 °C         |
| Arrêt              | X | X | Arrêt du chauffage ou délestage           |
| Confort −1 °C      |   | X | Abaissement de la température de 1 °C     |
| Confort −2 °C      |   | X | Abaissement de la température de 2 °C     |

Le fil pilote reçoit directement la tension (230 V et 0,1 A au maximum) du gestionnaire d'énergie, du programmateur ou du délesteur situés dans le tableau de distribution électrique. Le circuit électrique du système de chauffage étant indépendant, la norme NF C 15-100 impose, si une coupure n'a pas été prévue, d'indiquer au niveau du tableau électrique et de chacune des boîtes de connexion des chauffages pilotés la mention « Attention, fil pilote à sectionner ».

### Centrales électroniques
Les centrales électroniques permettent de réguler la température par zone et par horaire. Elles permettent d'attribuer à chaque appareil une zone précise (chambres, salle de bains, séjour et cuisine, etc.) et de pouvoir déclencher ou stopper le chauffage en fonction des heures de la journée - ainsi une chambre commence à se réchauffer vers 6 h 0, d'enclencher le chauffage de la salle de bain (23 °C) et des zones de vie (20 °C), à 8 h 0 quand tout le monde est parti, l'ensemble de la maison est stabilisé à 16 °C, le chauffage est redémarré pour l'arrivée des habitants, en gardant toutefois les chambres plus fraîche (18 °C), et sans chauffer inutilement la salle de bain.

### Programmation
Avec ou sans centrale de programmation, il est possible d'utiliser des radiateurs permettant une programmation individuelle précise (jour/heure et température de consigne) permettant de ne consommer que l'énergie nécessaire au confort des occupants.

### Délesteurs
Les délesteurs permettent de chauffer une maison avec l'électricité tout en ayant une puissance disponible raisonnable, permettant ainsi de gagner sur le coût de l'abonnement. Le délesteur alimente ou non les chauffages des différentes zones de la maison en fonction de la puissance disponible et la priorité assignée à chaque circuit.

## Autres types
De nombreux systèmes de chauffage comprennent des pompes ou d'autres systèmes (ex. : pompe à chaleur) nécessitant de l'électricité. Dans certains cas, il y a appoint (ex. : solaire au cumulus électrique, ou inversement). Quelques cas particuliers existent (tests ou prototypes parfois) : chauffage de chaussées (pour éviter le verglas sur certains ponts), chauffage électrique par le sol de terrains de sport pour éviter le gel de l'herbe (pour la pratique hivernale du football par exemple). Ils sont rares car très coûteux en électricité ce qui est à la fois cher et polluant.
À titre d'exemples :
- le club de Sochaux s'est équipé d'une pelouse chauffante et il se voit facturer environ 60 000 € d'électricité par an (2008) en plus d'un investissement initial de 350 000 € pour la pose des fils chauffants ;
- le chauffage au fioul sous bâche de la pelouse du stade Marcel-Picot de Nancy nécessitait environ 2 000 litres de fioul par jour (depuis l'été 2010 le stade est équipé d'une pelouse artificielle), et il en fallait 1 200 pour le Stade Saint-Symphorien de Metz[20].

Dans les trois cas, ces terrains contribuent aux émissions de gaz à effet de serre car lorsqu'il fait froid, le réseau électrique doit souvent faire appel au fioul, au gaz ou au charbon. Ces systèmes de chauffage par bande ou film chauffant peuvent aussi être utilisés dans les logements en s'intégrant dans les planchers, les murs ou les plafonds.

## Production électrique et pollution atmosphérique, positions des États
Selon le mode de production de l'électricité, le chauffage électrique peut être vu comme polluant plus ou moins l’atmosphère.
États favorables :
- en France, 10 % de l'énergie électrique est fabriquée à base d'énergie fossile (essentiellement du gaz naturel) contre 80 % au Royaume-Uni[21], donc l’État incite à utiliser de l’énergie électrique pour le chauffage. Les normes RE2020 favorisent encore davantage le chauffage électrique plutôt que le chauffage au gaz, afin de réduire les émissions de CO2 en dessous de quatre kilogrammes par mètre carré et par an. Le chauffage au gaz est interdit pour les bâtiments neufs dans les logements individuels d'ici à 2022 et dans les logements collectifs en 2025[22] ;
- au Québec, dont l'électricité est à plus de 95 % d'origine hydroélectrique, le chauffage électrique reste la technique la plus courante. Selon Statistique Canada, 68 % des foyers de la province utilisent l'électricité pour se chauffer[23].

États défavorables :
- en Suède, l'utilisation d'appareils électriques devient restreinte dès les années 1980 afin de diminuer leur impact environnemental[24] ;
- le Danemark interdit l'installation du chauffage électrique et des climatiseurs durant la construction de nouveaux bâtiments pour les mêmes raisons[24].